# جيه إدغار
جيه إدغار (بالإنجليزية: J. Edgar)‏ هو فيلم دراما تم إنتاجه في الولايات المتحدة وصدر في سنة 2011. الفيلم من إخراج كلينت إيستوود وبطولة ليوناردو دي كابريو.

## بطولة
- ليوناردو دي كابريو
- نعومي واتس
- جوش لوكاس
- جودي دينش

## القصة
يتناول الفيلم حياة الضابط «إدغار هوفر» الشخصية ومكتب التحقيق الفيدرالي الذي مكث فيه أكثر من 36 عام ومعاصرة 9 رؤساء أمريكيين وهو بمنصبه ومدى دهاؤه في استخدام سلطاته ونفوذه في جمع معلومات سرية كثيرة استغلها في إذلال أغنى وأقوى الرجال في أمريكا.

## الميزانية والإيرادات
بلغت تكلفة إنتاج الفيلم حوالي 35 مليون دولار بينما حقق أرباحا تقدر بـ 84,606,030 دولار.

## الممثلون
- ليوناردو دي كابريو بدور إدغار هوفر.
- جوش هاميلتون بدور روبرت ايروين.
- جيفري دونوفان بدور روبرت كينيدي
- نعومي واتس بدور هيلين جاندي

## روابط خارجية
- جيه إدغار على موقع IMDb (الإنجليزية)
- جيه إدغار على موقع ميتاكريتيك (الإنجليزية)
- جيه إدغار على موقع الموسوعة البريطانية (الإنجليزية)
- جيه إدغار على موقع روتن توميتوز (الإنجليزية)
- جيه إدغار على موقع نتفليكس (الإنجليزية)
- جيه إدغار على موقع قاعدة بيانات الأفلام العربية
- جيه إدغار على موقع ألو سيني (الفرنسية)
- جيه إدغار على موقع أول موفي (الإنجليزية)
- جيه إدغار على موقع بوكس أوفيس موجو (الإنجليزية)
- جيه إدغار على موقع فيلمافينيتي (الإسبانية)